# Lady Luck/Dilly Dally
"Lady Luck/Dilly Dally" é o quarto single em japonês do girl group sul-coreano After School. É um single com dois A-sides e um B-side, sendo o B-side exclusivo para a edição somente em CD. O single foi lançado em 13 de junho de 2012. "Dilly Dally" foi apresentado em um comercial do desodorante Rexena e "Lady Luck" foi usado em um comercial da "coleção de verão" da Samantha Thavasa. O B-side, "Slow Love", também foi usado em um comercial da Eyefull Home. O single foi lançado em três versões: edição somente em CD, edição em CD & DVD (Tipo A) e edição em CD & DVD (Tipo B).
Este é o último lançamento com a ex-líder Park Kahi.

## Lista de faixas
| Single:        |                |                |                                   |                   |         |  |
| N.º            | Título         | Letras         | Música                            | Arranjo           | Duração |  |
| 1.             | "Lady Luck"    | Reika Yuki     | Pessi Levanto, Kyösti Salokorpi   | Jun Suyama        | 3:31    |  |
| 2.             | "Dilly Dally"  | Reika Yuki     | Henrik Nordenback, Christian Fast | Henrik Nordenback | 3:34    |  |
| Duração total: | Duração total: | Duração total: | Duração total:                    | Duração total:    | 7:05    |  |

| Edição somente CD |                              |         |  |
| N.º               | Título                       | Duração |  |
| 3.                | "Slow Love"                  | 4:22    |  |
| 4.                | "Lady Luck" (Instrumental)   | 3:31    |  |
| 5.                | "Dilly Dally" (Instrumental) | 3:34    |  |
| 6.                | "Slow Love" (Instrumental)   | 4:22    |  |

| DVD (Tipo A) |                          |         |  |
| N.º          | Título                   | Duração |  |
| 1.           | "Lady Luck" (Videoclipe) |         |  |
| 2.           | "Lady Luck" (Making-of)  |         |  |

| DVD (Tipo B) |                                     |         |  |
| N.º          | Título                              | Duração |  |
| 1.           | "PLAYGIRLZ TOUR" (Documentário)     |         |  |
| 2.           | "Dilly Dally" (Live at Namba Hatch) |         |  |
| 3.           | "Lady Luck" (Live at Namba Hatch)   |         |  |

## Desempenho nas paradas

### Oricon
| Lançamento          | Parada da Oricon      | Melhor posição | Vendas de estreia | Vendas totais | Período na parada |
| ------------------- | --------------------- | -------------- | ----------------- | ------------- | ----------------- |
| 13 de junho de 2012 | Daily Singles Chart   | 3              | 7.648             | 17.572+       | 5 semanas         |
| 13 de junho de 2012 | Weekly Singles Chart  | 6              | 13.424            | 17.572+       | 5 semanas         |
| 13 de junho de 2012 | Monthly Singles Chart | 23             | 16.715            | 17.572+       | 5 semanas         |
| 13 de junho de 2012 | Yearly Singles Chart  | 393            | 17.572            | 17.572+       | 5 semanas         |

## Histórico de lançamento
| País      | Data                                     | Formato                                       | Gravadora  |
| --------- | ---------------------------------------- | --------------------------------------------- | ---------- |
| Japão     | 23 de maio de 2012 - 13 de junho de 2012 | Download digital (somente "Lady Luck")        | Avex Trax  |
| Japão     | 13 de junho de 2012                      | CD single, download digital (single completo) | Avex Trax  |
| Hong Kong | 29 de junho de 2012                      | CD single, download digital (single completo) | Avex Trax  |
| Taiwan    | 29 de junho de 2012                      | CD single, download digital (single completo) | Avex Trax  |
| Tailândia | 26 de julho de 2012                      | CD single, download digital (single completo) | GMM Grammy |